# Auditorium di Milano
L'Auditorium di Milano è una sala da concerto situata in largo Gustav Mahler a Milano.

## Descrizione
L'Auditorium di Milano è stato inaugurato il 6 ottobre 1999. Ospita l'Orchestra Sinfonica e Coro Sinfonico di Milano Giuseppe Verdi. All'inaugurazione Riccardo Chailly diresse l'orchestra eseguendo la Sinfonia n. 2 di Gustav Mahler. L'Auditorium è di proprietà dell'Auditorium di Milano Fondazione Cariplo S.r.l.
L'attività dell'Orchestra Sinfonica e Coro Sinfonico di Milano Giuseppe Verdi è promossa e sostenuta dalla Fondazione Orchestra Sinfonica e Coro Sinfonico di Milano Giuseppe Verdi, istituita nell'Aprile 2002 e succeduta alla Associazione Orchestra Sinfonica di Milano Giuseppe Verdi, costituita il 12 ottobre 1992.
L'auditorium ospita la stagione sinfonica dell'Orchestra Verdi, una orchestra amatoriale (laVerdi per tutti), iniziative culturali, concerti e lezioni per le scuole.

## Storia
Nel 1920 è in funzione all'angolo tra via Torricelli e via Conchetta il grande cineteatro La Montagnetta con 2000 posti tra platea e galleria. Nel 1932 il cinema Montagnetta diventa il cinema San Gottardo, dal corso omonimo ed è gestito da Giordano Rota. Nel 1933 la gestione passa alla società Cinetea-Negri & C. che ristruttura la sala, i posti a sedere vengono ridotti a 1700. Intorno al 1937 la sala viene ristrutturata su progetto dell'arch. Alessandro Rimini e prende il nome di cinema Massimo. Il locale riapre il 20 ottobre 1938.
Durante la seconda guerra mondiale il cinema Massimo è danneggiato dai bombardamenti:  la sala chiude nella primavera 1945 ma riapre già nell'autunno dello stesso anno. Dalla prima metà degli anni settanta il Massimo viene utilizzato anche come teatro e sede di concerti. La difficoltà di gestire una sala così grande che non riesce ad avere film importanti portano il cinema Massimo alla chiusura nel 1979. In seguito il locale viene affittato dalla al gruppo Bargawam che lo utilizza per alcuni anni come studio di registrazione di programmi televisivi.
Dopo un periodo di abbandono viene acquisita dall'imprenditore Agostino Liuni che decide di trasformarlo, dopo opportuni lavori di ristrutturazione a cura dello Studio Marzorati, nell'Auditorium di Milano, inaugurato il 6 ottobre 1999 alla presenza del Sindaco Albertini, che ribattezza successivamente lo slargo antistante col nome di Largo Gustav Mahler il 28 novembre 2001.
La sala è stata pensata come uno spazio multifunzionale utilizzabile per diverse attività: concerti di musica sinfonica, corale e da camera, jazz e musica leggera; registrazioni con tecniche digitali di sonorizzazione, diffusione degli spettacoli attraverso TV satellitare e proiezioni di film su grande schermo.
L'acustica della sala, apprezzata a livello internazionale, è stata progettata da Enrico Moretti  (Ceo della Biobyte s.r.l.) ed è stata oggetto di numerosi studi e pubblicazioni a cura dell'ing. Maria Cairoli.